# Play:5
Play:5 (tên nhãn hiệu PLAY:5, trước kia là ZonePlayer S5) là loa thông minh được phát triển bởi Sonos, ra mắt vào ngày 13 tháng 10 và phát hành vào ngày 5 tháng 11 năm 2009 và cũng là sản phẩm được ra mắt đầu tiên của dòng loa Play. Nó là một trong những loa được thiết kế tương thích với SonosNet, thiết lập một cặp âm thanh nổi với chính nó và ghép đôi với Playbar và/hoặc Sub để thiết lập thành một hệ thống chiếu phim tại nhà cơ bản.

## Lịch sử
ZonePlayer S5, tên nhãn hiệu đầu tiên của Play:5, đã được công bố vào ngày 13 tháng 10 năm 2009 và ra mắt vào ngày 5 tháng 11. Tháng 5 năm 2010, Sonos ra mắt bản phần mềm cập nhật cho phép Play:5 có thể thiết lập thành một cặp âm thanh nổi với các loa ZonePlayer S5 khác cùng với nhiều cải tiến đáng kể như crossfading và báo thức. Tháng 6, tùy chọn màu đen cho loa đã khả dụng và thiết bị khả dụng tại Singapore. Tháng 8 năm 2011, Sonos bắt đầu đổi tên S5 thành Play:5.
Tháng 7 năm 2012, Sonos Studio thông báo về "Light House", một thể cấu trúc tương tác được ghép nối với Play:3 và loa SUB và được dẫn dắt bởi The Crystal Method. Tháng 9 năm 2014, Play:5 đã được cập nhật thêm một phiên bản phần mềm mới, cùng với Play:3, Play:1 và Playbar chạy độc lập trên SonosNet thông qua Wi-Fi mà không cần kết nối với Bridge, Boost hay kết nối với chính nó bằng Ethernet đến bộ định tuyến cùng với trải nghiệm công cộng nhằm kiểm tra các tính năng. Tháng 9 năm 2015, Sonos thông báo về bản thiết kế mới, là thế hệ thứ hai của Play:5 cùng với sự điều chỉnh khi thêm vào phần mềm mới Trueplay.

## Tính năng
Play:5 cũng có thể sử dụng Wi-Fi độc lập hoặc kết nối của chính nó hoặc của Boost thông qua mạng Ethernet để chạy trên SonosNet, một mesh network theo mô hình hoạt động peer-to-peer, cho phép người dùng phát các phương tiện trên một, một vài hay tất cả các loa đã kết nối với nhau. Nó cũng có thể thiết lập nên một cặp âm thanh nổi với thiết bị Play:5 khác để tạo thành 2 kênh âm thanh trái phải tách rời và ghép đôi với Playbar hoặc SUB để tạo thành một hệ thống chiếu phim tại nhà.

## Thiết kế

### Phần cứng
Play:5 là kiểu loa tiến bộ nhất hiện tại trong các dàn loa thuộc dòng Play, với thế hệ đầu có 2 loa tweeter, trình điều khiển loa cùng 1 loa SUBwoofer và 5 bộ khuếch đại âm thanh Class-D. Tuy nhiên, thế hệ thứ hai có đến 3 loa tweeter và loa mid-woofers và 6 bộ khuếch đại âm thanh Class-D xếp thành một dãy. Giống với các sản phẩm anh chị đi trước, Play:5 cũng có cổng liên kết Ethernet. Nhưng nó là loa duy nhất thuộc dòng Play có giắc cắm tai nghe, 2 microphone và cổng AUX, và là sản phẩm thứ hai có đèn LED giống với Play:3.

### Phần mềm
Chỉ có Controller Sonos mới thiết lập và điều khiển được loa, tất cả các ứng dụng của bên thứ ba và bên thứ nhất đều không tương thích với loa. Tuy nhiên, các dịch vụ âm nhạc như Spotify, Apple Music, Tidal, Pandora và một vài dịch vụ khác có thể kết nối đến ứng dụng và cho phép người dùng stream qua loa.

## Phản hồi
Play:5 được đón nhận tích cực từ các nhà phê bình. Thế hệ thứ nhất được khen ngợi về việc dễ truy cập, âm thanh ổn định và thiết kế đẹp nhưng lại bị phê bình vì giới hạn trong chức năng và tiếp đó là phần mềm. CNET khen ngợi Play:5 thế hệ thứ nhất, chia sẻ rằng "đặt nó giữa Bose SoundDock II và SoundDock 10 thì nó vượt trội hơn.". Will Smith của Tested phê bình về giá cả và bị xáo trộn khi kết nối với giắc cắm tai nghe, nhưng cũng đút kết rằng "S5 là một bổ sung tuyệt vời cho dòng sản phẩm Sonos. Tuy nhiên, nếu bạn chưa tậu về cho mình bất kì sản phẩm nào của Sonos, nó có thể là thứ không phù hợp với bạn nhất." What Hi-Fi? cũng kết luận rằng "Mặc dù sự kết hợp này mang lại những âm thanh tuyệt vời, nhưng với một số người chi phí của nó vẫn quá đắt, và âm lượng quá lớn cho phòng ngủ, nhà bếp hoặc nghiên cứu." "Giá cả là mối quan ngại duy nhất của  Sonos Zoneplayer S5 và các sản phẩm cùng dòng với nó" là mối quan ngại của GoodGearGuide. Với các nhận xét tiêu cực hơn, PC Magazine cho rằng "cách thức đơn giản, đây là cách rẻ mạc nhất cho chủ của các iPod touch và iPhone bước vào thế giới liền mạch của dịch vụ streaming âm thanh tại nhà mà Sonos cung cấp."
Thế hệ thứ hai nhận được nhiều lời khen ngợi hơn. Các lời khen được đưa ra chủ yếu là do chất lượng âm thanh được cải thiện, theo CNET nhấn mạnh rằng "loa mới này có hình dáng lớn hơn 20-25% so với bản trước của Play:5 và nó cũng phát được nhiều âm trầm hơn" và Engadget cũng kết luận "Play:5 là loa tuyệt vời nhất mà Sonos từng chế tạo." PCMag cũng đưa ra cho Play:5 thế hệ thứ hai lựa chọn của biên tập viên, và "đối với quan điểm âm thanh đa phòng gia đình, Sonos dẫn đầu." Tom's Guide chế giễu loa không hỗ trợ kết nối Bluetooth và tính độc quyền trong các phần mềm của Sonos, nhưng đồng thời khen ngợi về thiết kế, chất lượng và khả năng ghép âm thanh nổi. The Guardian chỉ trích tính năng ghép âm thanh nổi "hầu như luôn quá lớn, đặc biệt phiền phức nếu bạn đang tìm nhạc nền vào ban đêm cho việc đọc" tuy nhiên cũng cho Play:5 đánh giá tích cực.